# Ramal Amanov
Ramal Rəsul oğlu Amanov (* 13. September 1984 in Gəncə, Aserbaidschanische SSR) ist ein aserbaidschanischer Profiboxer. Bei den Amateuren gewann er im Leichtgewicht die Silbermedaille bei der Weltmeisterschaft 2005 in Mianyang.

## Amateurkarriere
Amanov wurde bis 2010 mehrfach nationaler Meister im Feder-, Leicht- und Halbweltergewicht. Er gewann im Federgewicht die World University Boxing Championships 2004 in Antalya und nahm für Aserbaidschan an den Mannschafts-Weltcups 2005 in Moskau und 2006 in Baku teil. Seinen größten Erfolg erzielte er mit dem Gewinn der Silbermedaille im Leichtgewicht bei der Weltmeisterschaft 2005 in Mianyang, als er mit Siegen gegen Faraj Darwish, Jesús Cuellar, Krzysztof Szot und Domenico Valentino in das Finale kam und erst dort gegen Yordenis Ugás unterlag.
Bei der Weltmeisterschaft 2007 in Houston schied er im Achtelfinale gegen den späteren Weltmeister Frankie Gavin aus und nahm an den europäischen Olympia-Qualifikationsturnieren 2008 in Pescara und Athen teil; er besiegte dort Saka Kovacic, Artur Schmidt und Ross Hickey, unterlag jedoch im Halbfinale gegen Oleksandr Kljutschko bzw. im Viertelfinale gegen Georgian Popescu. Beim Einzel-Weltcup 2008 in Moskau verlor er im Viertelfinale gegen Roniel Iglesias und bei der Weltmeisterschaft 2009 in Mailand noch in der Vorrunde gegen Alexis Vastine.
Nachdem er bei der Europameisterschaft 2010 in Moskau ebenfalls in der Vorrunde gegen den späteren Europameister Albert Selimow ausgeschieden war, nahm er in der Saison 2010/11 noch für das aserbaidschanische Team Baku Fires in der als Mannschafts-Weltmeisterschaft organisierten World Series of Boxing (WSB) teil, wo er zwei von vier Kämpfen gewann.

## Profikarriere
Amanov gab sein Profidebüt im Juni 2013 unter russischer Lizenz und gewann seine ersten 11 Kämpfe in Russland, wobei er am 23. August 2015 den Titel WBA-International im Halbweltergewicht gewann. Anschließend gewann er fünf weitere Kämpfe in den Vereinigten Staaten, Nicaragua, Türkei und Ukraine, ehe er von 2019 bis 2021 vier Kämpfe gegen ungeschlagenen Gegner in den Vereinigten Staaten und einen weiteren Kampf in Dubai verlor. Im Anschluss boxte er vorwiegend in der Türkei, wobei er seinen bislang letzten Kampf am 12. April 2025 im Alter von 40 Jahren bestritt.

## Bare-Knuckle
Am 22. April 2022 bestritt er in Fort Lauderdale sein Bare-Knuckle-Debüt bei Bare Knuckle Fighting Championship (BKFC) und verlor dabei in einem Mittelgewichts-Kampf gegen Gorjan Slaveski.